# Kmeny (seriál)
Kmeny jsou 16dílný koprodukční dokumentární cyklus mapující současné městské subkultury.
Cyklus vychází ze stejnojmenné knihy o českých městských subkulturách, která vyšla v roce 2011.
Na projektu se podílelo 10 režisérů, kteří zachytili jednotlivé kultury ve 30minutových dílech.
První díl s názvem Punk měl premiéru 4. 3. 2015 na ČT2.
Projekt Kmeny vznikl v koprodukci studia Yinachi a České televize, partnery projektu jsou městské projekty BU2R a Jägermeister.

## Seznam dílů
| Č. v seriálu | Původní název | Režie               | Premiéra v ČR   |
| ------------ | ------------- | ------------------- | --------------- |
| 1            | Punk          | Daniela Gébová      | 4. března 2015  |
| 2            | Hooligans     | Jiří Volek          | 11. března 2015 |
| 3            | Rap           | Bohdan Bláhovec     | 18. března 2015 |
| 4            | Cosplay       | Jan Strejcovský     | 25. března 2015 |
| 5            | Motorkáři     | Pavel Abrahám       | 1. dubna 2015   |
| 6            | Rainbow       | Jan Látal           | 8. dubna 2015   |
| 7            | Skinheads     | JQr                 | 15. dubna 2015  |
| 8            | Tattoo        | Štěpán FOK Vodrážka | 22. dubna 2015  |
| 9            | Tuning        | JQr                 | 29. dubna 2015  |
| 10           | Meatheads     | Petr Hátle          | 6. května 2015  |
| 11           | Hipsteři      | Jan Látal           | 13. května 2015 |
| 12           | Goths         | Bohdan Bláhovec     | 20. května 2015 |
| 13           | Straight edge | Pavel Abrahám       | 27. května 2015 |
| 14           | Hackeři       | Jan Zajíček         | 3. června 2015  |
| 15           | Thrash metal  | Petr Hátle          | 10. června 2015 |
| 16           | Graffiti      | Pavel Abrahám       | 17. června 2015 |